# AS Garde Nationale
Association Sportive de la Garde Nationale (tiếng Ả Rập: الجمعية الرياضية للحرس الوطني) hay AS Garde Nationale là một câu lạc bộ bóng đá Mauritanie đến từ Nouakchott.

## Lịch sử
Câu lạc bộ được thành lập ở Nouakchott. Trong quá khứ đội bóng còn được biết đến với tên ASC Garde Nationale (Association Sportive et Culturelle de la Garde Nationale).

## Thành tích
- Giải bóng đá hạng nhất quốc gia Mauritanie

Vô địch (7): 1976, 1977, 1978, 1979, 1984, 1994, 1998
- Cúp bóng đá Mauritanie

Vô địch (4): 1981, 1986, 1989, 2001

## Thành tích ở các giải đấu CAF
- Giải vô địch bóng đá các câu lạc bộ châu Phi: 5 lần

| 1977 - Vòng Một 1978 – Vòng Hai 1979 - Vòng Một | 1980 - Vòng Một 1985 - Vòng Một |  |

- Cúp các câu lạc bộ đoạt cúp bóng đá quốc gia châu Phi: 1 lần

1982 – Vòng Sơ loại